# Cova Magura
La cova Magura (en búlgar: Магурата, de l'aromanés magura, 'turó') es troba entre les coves més famoses i belles de Bulgària. Se situa al nord-est d'aquest estat europeu, prop de la localitat de Rabisha, a 18 km de la ciutat de Belogradchik a la província de Vidin. La longitud total de la cova de Magura és de 2,5 km. El llac més gran de l'interior del país, el llac Rabisha, està situat als voltants de la cova i tota la regió ha estat declarada monument natural. En una de les galeries de la cova es produeix un vi especial que s'assembla molt als vins escumosos de Xampanya, França, a causa del microclima únic de la cova, que és semblant al d'aquesta regió.
El 1984 aquest lloc s'inclogué en la llista de candidats en consideració com a possible lloc Patrimoni de la Humanitat per la UNESCO.